# Leptura gradatula
Leptura gradatula är en skalbaggsart som beskrevs av Holzschuh 2006. Leptura gradatula ingår i släktet Leptura och familjen långhorningar. Inga underarter finns listade i Catalogue of Life.